# Milo J
Milo J, pseudonimo di Camilo Joaquín Villarruel (Morón, 25 ottobre 2006), è un rapper e cantante argentino.

## Biografia
Villarruel, avvicinatosi alla musica da piccolo, è salito alla ribalta sotto il nome d'arte di Milo J con la hit Rara vez (2023), il suo primo ingresso nella top 20 della Argentina Hot 100 e nella top ten della Top Canciones spagnola; la stessa è stata certificata quintuplo platino dalla PROMUSICAE per le 300 000 unità accumulate. Si è conteso il suo primo Latin Grammy con Dispara (2023), un duetto con Nicki Nicole.
L'album in studio d'esordio 111, uscito nel novembre 2023, ha esordito al 23º posto della classifica dischi spagnola. Milo J è stato l'artista col maggior numero di candidature ricevute (15) ai premi Gardel nell'aprile 2024; alla cerimonia, ha trionfato nelle categorie di artista esordiente e canzone urban per Fruto.
Nel luglio 2024 è ritornato col secondo disco 166, anch'esso entrato nella top 20 spagnola. È stato impegnato con una tournée musicale nel febbraio 2025. Ha poi ricevuto otto candidature all'edizione annuale dei premi Gardel, tra cui quella per l'album dell'anno (166) e la canzone dell'anno (3 pecados después).

## Discografia

### Album in studio
- 2023 – 111
- 2024 – 166

### Album dal vivo
- 2024 – 18: En vivo Estadio de Morón

### EP
- 2023 – 511
- 2023 – En dormir sin Madrid (con Bizarrap)
- 2024 – Live Set 2 - 111

### Singoli
- 2021 – Tus vueltas
- 2021 – Cuando estás vos
- 2022 – Tu paz
- 2022 – Vainas (con Kelo Ke)
- 2022 – Morocha
- 2022 – 1708
- 2022 – Live Set
- 2022 – Milagrosa
- 2022 – #02 (con Indica Miki)
- 2022 – Al Sol
- 2022 – Vudú
- 2022 – Valores del west (con Foking)
- 2023 – No estoy (con After e Akim 88)
- 2023 – El bolero (con Yami Safdie)
- 2023 – Rara vez
- 2023 – Morning
- 2023 – Dispara (con Nicki Nicole)
- 2023 – Nunca voy solo (con Khea)
- 2023 – Rincón
- 2023 – Aeróbico remix (con Bhavi, Duki e Lit Killah)
- 2023 – Milo J: Bzrp Music Sessions Vol. 57 (con Bizarrap)
- 2023 – Una pala (con Peso Pluma)
- 2023 – Te fui a seguir (con Yahritza y su Esencia)
- 2023 – Carencia de cordura (feat. Yami Safdie)
- 2023 – Alumbre (con Nicki Nicole)
- 2024 – Domingo
- 2024 – Vitalicio
- 2024 – Mi último peso (feat. Lisan Beat & DommoBeats)
- 2024 – Carta de despedida (con Lit Killah e Ronny J)
- 2024 – Bésame remix (con Bhavi, Seven Kayne, Tiago PZK, Khea e Neo Pistea)
- 2024 – Buen día portación de rostro
- 2024 – Pasos al costado (con i Turf)
- 2024 – Digan (con Kelo Ke e Crtrap)
- 2025 – Lo que me causa (con Tini)